# Trox kiuchii
Trox kiuchii är en skalbaggsart som beskrevs av Masumoto 1996. Trox kiuchii ingår i släktet Trox och familjen knotbaggar. Inga underarter finns listade i Catalogue of Life.